# Poospiza
Poospiza – rodzaj ptaków z podrodziny czywików (Poospizinae) w rodzinie tanagrowatych (Thraupidae).

## Zasięg występowania
Rodzaj obejmuje gatunki występujące w Ameryce Południowej.

## Morfologia
Długość ciała 13–18 cm; masa ciała 11,8–34,5 g.

## Systematyka

### Etymologia
- Poospiza: gr. ποα poa, ποας poas „trawa, łąka”; σπιζα spiza „zięba”, od σπιζω spizō „ćwierkać”[7].
- Compsospiza: gr. κομψος kompsos „piękny”; σπιζα spiza „zięba”, od σπιζω spizō „ćwierkać”[8]. Gatunek typowy: Compsospiza garleppi von Berlepsch, 1893.
- Orospingus: gr. ορος oros, ορεος oreos „góra” (tj. Andes of Mérida, Wenezuela); σπιγγος spingos „zięba”, od σπιζω spizō „ćwierkać”[9]. Gatunek typowy: Chlorospingus goeringi P.L. Sclater & Salvin, 1871.

### Podział systematyczny
Do rodzaju należą następujące gatunki:
- Poospiza hispaniolensis Bonaparte, 1850 – czywik maskowy
- Poospiza rubecula Salvin, 1895 – czywik czarnolicy
- Poospiza boliviana Sharpe, 1888 – czywik białogardły
- Poospiza ornata (Landbeck, 1865) – czywik ozdobny
- Poospiza nigrorufa (d’Orbigny & Lafresnaye, 1838) – czywik białowąsy
- Poospiza whitii P.L. Sclater, 1883 – czywik mahoniowy
- Poospiza goeringi (P.L. Sclater & Salvin, 1871) – złotogardlik białobrewy
- Poospiza rufosuperciliaris (Blake & Hocking, 1974) – złotogardlik rdzawobrewy
- Poospiza garleppi (von Berlepsch, 1893) – rudoliczka rdzawobrzucha
- Poospiza baeri (Oustalet, 1904) – rudoliczka szarobrzucha